# Wide receiver
En wide receiver er, indenfor amerikansk fodbold, en spiller på det angribende hold. Receiverens opgave er at løbe ned af banen, for derefter at modtage kast fra quarterbacken. Antallet af wide receivere på banen ligger normalt på to, tre eller fire ud af de 11 spillere på det angribende hold. Dette afhænger af hvilket type spil der skal afvikles, samt hvor på banen og i hvilken situation holdet befinder sig.
Receiveren skal forsøge at slippe fri fra sine modstandere på det forsvarende hold, der oftest er corner backs og safetys. Med deres rolle som modtager af afgørende kast er wide receiverne ofte de spillere der scorer touchdowns. Dette betyder at de ofte er blandt publikumsfavoritterne, og ofte også blandt de højest lønnede spillere i spillertruppen.

## Berømte wide receivere
- Jerry Rice
- Terrell Owens
- Randy Moss
- Hines Ward
- Chad Johnson
- Joe Horn
- Marvin Harrison
- Calvin Johnson
- ((flagikon|USA)) Jordy Nelson